# Вигода (Кам'янець-Подільський район)
Ви́года — село в Україні, у Чемеровецькій селищній громаді Кам'янець-Подільського району Хмельницької області.

## Назва
Раніше село мало назви: «Вигода Сокиринецька», «Слобідка Сокиринецька».

## Географія
Вигода розкинулось на північ від села Летава. Через село протікає річка Рудка.

### Клімат
Село знаходяться в межах вологого континентального клімату із теплим літом.

## Історія
Перша згадка про поселення у ХІХ столітті.
З 1991 року в складі незалежної України.
15 вересня 2016 року шляхом об'єднання сільських територіальних громад, село увійшло до складу Чемеровецької селищної громади.
До адміністративної реформи 19 липня 2020 року село належало до Чемеровецького району, після його ліквідації, увійшло до складу Кам'янець-Подільського району.

## Населення
Населення становило 17 осіб згідно перепису 2001 року.
Станом на 2022 рік в селі не залишилось жодного жителя.

### Мова
У селі були поширені західноподільська говірка та південноподільська говірка, що відносяться до подільського говору, який належить до південно-західного наріччя.
100 % населення вказало своєю рідною мовою українську мову за даними перепису 2001 року.

## Охорона природи
Село лежить у межах національного природного парку «Подільські Товтри».

## Відомі уродженці
- Олег Олексійович Слободян (1947 р. н.) — кандидат мистецтвознавства, дослідник гуцульської кераміки, завідувач кафедри історії мистецтва та гуманітарних наук Косівського інституту прикладного та декоративного мистецтва.